# Udranomia eurus
Udranomia eurus är en fjärilsart som beskrevs av Paul Mabille och Eugene Boullet 1919. Udranomia eurus ingår i släktet Udranomia och familjen tjockhuvuden. Inga underarter finns listade i Catalogue of Life.